# Koek & ei
Koek & ei was een hoorspel dat in de jaren 1957–1961 op de radio werd uitgezonden. Het werd wekelijks op donderdagavond door de AVRO uitgezonden in het familieprogramma Ga er eens even voor zitten. De AVRO duidde het programma aan als een "radiostrip." De tekst werd geschreven door Jan Moraal en Geert Elfferich. De regie was in handen van Karel Prior en Flip van der Schalie.
Er zijn ongeveer 145 afleveringen van deze radiostrip uitgezonden. De eerste uitzending vond plaats op 3 oktober 1957 en de reeks eindigde in juni 1961.
Koek & ei werd voor publiek opgenomen in het Minervapaviljoen in Amsterdam-Zuid.

## Rolbezetting
| personage           | vertolkt door  |
| ------------------- | -------------- |
| Albert de Koning *  | Ko van Dijk    |
| Jo de Koning-Spruyt | Conny Stuart   |
| Opa Bobby de Koning | Joop Doderer   |
| Opa Roel Spruyt     | Johan Kaart    |
| Mijnnie Koude *     | Enny de Leeuwe |

* In de loop van 1960 werd Albert de Koning vervangen door Mijnnie Koude.

## Inhoud
De serie gaat over een familie die aan de ontbijttafel uitgebreid in discussie gaat over de dagelijkse dingen des levens. Hoofdpersoon is kantoorbediende Albert de Koning ("Appie"). Hij heeft hoogdravende dagdromen waarover hij op gloedvolle wijze kan vertellen, maar hij kan ook met zijn wijsneuzige opmerkingen zijn disgenoten behoorlijk irriteren. Verder zitten aan tafel: zijn vrouw Jo ("Joke-mijn"), zijn vader Opa Bobby en Jo's vader Opa Roel. Jo debiteert met bekakte stem de ene taalfout na de andere. Opa Bobby maakt met zijn nasale geluid de uitdrukking "De pindakaas is op!" onsterfelijk. Opa Roel spreekt de terugkerende woorden: "Nou zou ik wel eens een mok sterke thee lusten, maar dan ook een mok!".
Vaste herkenningsmelodie voor deze feuilleton was "How do you like your eggs in the morning?", gezongen door Dean Martin en Helen O'Connell.